# Championnats d'Europe de badminton par équipes 2012
Navigation
Varsovie 2010 Bâle 2014
L'édition 2012 des championnats d'Europe de badminton par équipes se tient à Amsterdam aux Pays-Bas du 14 au 19 février 2012.

## Médaillés
| Épreuve           | Or        | Argent    | Bronze     |
| ----------------- | --------- | --------- | ---------- |
| Épreuve masculine | Danemark  | Allemagne | Angleterre |
| Épreuve féminine  | Allemagne | Danemark  | Pays-Bas   |

## Compétition masculine

### Phase de groupe
- Le premier de chaque groupe est qualifié pour les quarts de finale.

|   | Équipe   | Points | J | V | D | MP | MC | +/- |
| - | -------- | ------ | - | - | - | -- | -- | --- |
| 1 | Danemark | 2      | 2 | 2 | 0 | 10 | 0  | +10 |
| 2 | Suède    | 1      | 2 | 1 | 1 | 6  | 8  | -2  |
| 3 | Écosse   | 0      | 2 | 0 | 2 | 1  | 9  | -8  |

| 14 février | Écosse   | 1 | 4 | Suède  |
| 15 février | Danemark | 5 | 0 | Écosse |
| 16 février | Danemark | 5 | 0 | Suède  |

|   | Équipe    | Points | J | V | D | MP | MC | +/- |
| - | --------- | ------ | - | - | - | -- | -- | --- |
| 1 | Allemagne | 2      | 2 | 2 | 0 | 10 | 0  | +10 |
| 2 | Irlande   | 1      | 2 | 1 | 1 | 6  | 8  | -2  |
| 3 | Israël    | 0      | 2 | 0 | 2 | 1  | 9  | -8  |

| 14 février | Israël    | 1 | 4 | Irlande |
| 15 février | Allemagne | 5 | 0 | Israël  |
| 16 février | Allemagne | 5 | 0 | Irlande |

|   | Équipe     | Points | J | V | D | MP | MC | +/- |
| - | ---------- | ------ | - | - | - | -- | -- | --- |
| 1 | Angleterre | 3      | 3 | 3 | 0 | 15 | 0  | +15 |
| 2 | Tchéquie   | 2      | 3 | 2 | 1 | 8  | 7  | +1  |
| 3 | Suisse     | 1      | 3 | 1 | 2 | 5  | 10 | -5  |
| 4 | Slovénie   | 0      | 3 | 0 | 3 | 2  | 13 | -11 |

| 14 février | Angleterre | 5 | 0 | Suisse   |
| 14 février | Slovénie   | 0 | 5 | Tchéquie |
| 15 février | Suisse     | 2 | 3 | Tchéquie |
| 15 février | Angleterre | 5 | 0 | Slovénie |
| 16 février | Suisse     | 3 | 2 | Slovénie |
| 16 février | Angleterre | 5 | 0 | Tchéquie |

|   | Équipe         | Points | J | V | D | MP | MC | +/- |
| - | -------------- | ------ | - | - | - | -- | -- | --- |
| 1 | Russie         | 3      | 3 | 3 | 0 | 15 | 0  | +15 |
| 2 | Bulgarie       | 2      | 3 | 2 | 1 | 9  | 6  | +3  |
| 3 | Pays de Galles | 1      | 3 | 1 | 2 | 4  | 1  | -7  |
| 4 | Portugal       | 0      | 3 | 0 | 3 | 2  | 13 | -11 |

| 14 février | Pays de Galles | 0 | 5 | Bulgarie       |
| 14 février | Russie         | 5 | 0 | Portugal       |
| 15 février | Portugal       | 1 | 4 | Bulgarie       |
| 15 février | Russie         | 5 | 0 | Pays de Galles |
| 16 février | Russie         | 5 | 0 | Bulgarie       |
| 16 février | Portugal       | 1 | 4 | Pays de Galles |

|   | Équipe    | Points | J | V | D | MP | MC | +/- |
| - | --------- | ------ | - | - | - | -- | -- | --- |
| 1 | Pays-Bas  | 3      | 3 | 3 | 0 | 14 | 1  | +13 |
| 2 | Autriche  | 2      | 3 | 2 | 1 | 11 | 4  | +7  |
| 3 | Hongrie   | 1      | 3 | 1 | 2 | 3  | 12 | -9  |
| 4 | Slovaquie | 0      | 3 | 0 | 3 | 2  | 13 | -11 |

| 14 février | Pays-Bas  | 5 | 0 | Hongrie   |
| 14 février | Slovaquie | 0 | 5 | Autriche  |
| 15 février | Pays-Bas  | 5 | 0 | Slovaquie |
| 15 février | Hongrie   | 0 | 5 | Autriche  |
| 16 février | Pays-Bas  | 4 | 1 | Autriche  |
| 16 février | Hongrie   | 3 | 2 | Slovaquie |

|   | Équipe   | Points | J | V | D | MP | MC | +/- |
| - | -------- | ------ | - | - | - | -- | -- | --- |
| 1 | Pologne  | 3      | 3 | 3 | 0 | 12 | 3  | +9  |
| 2 | Espagne  | 2      | 3 | 2 | 1 | 11 | 4  | +7  |
| 3 | Belgique | 1      | 3 | 1 | 2 | 6  | 9  | -3  |
| 4 | Lituanie | 0      | 3 | 0 | 3 | 1  | 14 | -13 |

| 14 février | Pologne  | 4 | 1 | Belgique |
| 14 février | Lituanie | 0 | 5 | Espagne  |
| 15 février | Pologne  | 5 | 0 | Lituanie |
| 15 février | Belgique | 1 | 4 | Espagne  |
| 16 février | Belgique | 4 | 1 | Lituanie |
| 16 février | POlogne  | 3 | 2 | Espagne  |

|   | Équipe  | Points | J | V | D | MP | MC | +/- |
| - | ------- | ------ | - | - | - | -- | -- | --- |
| 1 | France  | 3      | 3 | 3 | 0 | 13 | 2  | +11 |
| 2 | Italie  | 2      | 3 | 2 | 1 | 7  | 8  | -1  |
| 3 | Croatie | 1      | 3 | 1 | 2 | 5  | 10 | -5  |
| 4 | Estonie | 0      | 3 | 0 | 3 | 5  | 10 | -5  |

| 14 février | France  | 4 | 1 | Estonie |
| 14 février | Croatie | 2 | 3 | Italie  |
| 15 février | Estonie | 2 | 3 | Italie  |
| 15 février | France  | 5 | 0 | Croatie |
| 16 février | Estonie | 2 | 3 | Croatie |
| 16 février | France  | 4 | 1 | Italie  |

|   | Équipe     | Points | J | V | D | MP | MC | +/- |
| - | ---------- | ------ | - | - | - | -- | -- | --- |
| 1 | Ukraine    | 3      | 3 | 3 | 0 | 13 | 2  | +11 |
| 2 | Finlande   | 2      | 3 | 2 | 1 | 10 | 5  | +5  |
| 3 | Islande    | 1      | 3 | 1 | 2 | 5  | 10 | -5  |
| 4 | Luxembourg | 0      | 3 | 0 | 3 | 2  | 13 | -11 |

| 14 février | Ukraine    | 4 | 1 | Islande    |
| 14 février | Luxembourg | 0 | 5 | Finlande   |
| 15 février | Islande    | 1 | 4 | Finlande   |
| 15 février | Ukraine    | 5 | 0 | Luxembourg |
| 16 février | Ukraine    | 4 | 1 | Finlande   |
| 16 février | Islande    | 3 | 2 | Luxembourg |

### Phase à élimination directe
|  | Quarts de finale | Quarts de finale |          |            | Demi-finales           | Demi-finales |  |  | Finale | Finale |
|  | Quarts de finale | Quarts de finale |          |            | Demi-finales           | Demi-finales |  |  | Finale | Finale |
|  |                  |                  |          |            |                        |              |  |  |        |        |
|  |                  |                  |          |            |                        |              |  |  |        |        |
|  |                  |                  |          |            |                        |              |  |  |        |        |
|  | Danemark         | 3                |          |            |                        |              |  |  |        |        |
|  | Danemark         | 3                |          |            |                        |              |  |  |        |        |
|  | Pologne          | 0                |          |            |                        |              |  |  |        |        |
|  | Pologne          | 0                | Danemark | 3          |                        |              |  |  |        |        |
|  |                  |                  | Danemark | 3          |                        |              |  |  |        |        |
|  |                  | Angleterre       | 0        |            |                        |              |  |  |        |        |
|  | Angleterre       | Angleterre       | 0        | 3          |                        |              |  |  |        |        |
|  | Angleterre       |                  |          | 3          |                        |              |  |  |        |        |
|  | Ukraine          | 1                |          |            |                        |              |  |  |        |        |
|  | Ukraine          | 1                | Danemark | 3          |                        |              |  |  |        |        |
|  |                  |                  | Danemark | 3          |                        |              |  |  |        |        |
|  |                  | Allemagne        | 0        |            |                        |              |  |  |        |        |
|  | France           | Allemagne        | 0        | 1          |                        |              |  |  |        |        |
|  | France           |                  |          | 1          |                        |              |  |  |        |        |
|  | Russie           | 3                |          |            |                        |              |  |  |        |        |
|  | Russie           | 3                | Russie   | 1          |                        |              |  |  |        |        |
|  |                  |                  | Russie   | 1          | Match pour la 3e place |              |  |  |        |        |
|  |                  | Allemagne        | 3        |            |                        |              |  |  |        |        |
|  | Pays-Bas         | Allemagne        | 3        | 2          |                        |              |  |  |        |        |
|  | Pays-Bas         |                  |          | 2          |                        |              |  |  |        |        |
|  | Allemagne        | 3                |          | Angleterre | 3                      |              |  |  |        |        |
|  | Allemagne        | 3                |          | Angleterre | 3                      |              |  |  |        |        |
|  |                  |                  |          |            |                        |              |  |  | Russie | 0      |
|  |                  |                  |          |            |                        |              |  |  | Russie | 0      |

#### Quarts de finale
| | Danemark                       | 3                                    | -           | 0  | Pologne |  |  |
| --- | ------------------------------ | ------------------------------------ | ----------- | -- | ------- |  |  |
| 17 février |                                |                                      |             |    |         |  |  |
| Résumé du match |                                |                                      |             |    |         |  |  |
| \| 1 \| \| Jan Ø. Jørgensen \| 21 \| 21 \| \| \| \| \| 1 \| \| Przemysław Wacha \| 17 \| 15 \| \| \| \| \| 2 \| \| Mads Conrad-Petersen Jonas Rasmussen \| 21 \| 21 \| \| \| \| \| 2 \| \| Łukasz Moreń Wojciech Szkudlarczyk \| 14 \| 14 \| \| \| \| \| 3 \| \| Hans-Kristian Vittinghus \| 21 \| 21 \| \| \| \| \| 3 \| \| Hubert Pączek \| 13 \| 8 \| \| \| \| \| \| \| \| \| \| \| \| \| \| 4 \| \| Rasmus Bonde Anders Kristiansen \| non disputé \| \| \| \| \| \| 4 \| Michał Łogosz Robert Mateusiak \| \| \| \| \| \| \| \| \| \| \| \| \| \| \| \| \| 5 \| \| Viktor Axelsen \| non \| \| \| \| \| \| 5 \| \| Adrian Dziółko \| disputé \| \| \| \| \| \| \| \| \| \| \| \| \| \| |                                |                                      |             |    |         |  |  |
| 1 |                                | Jan Ø. Jørgensen                     | 21          | 21 |         |  |  |
| 1 |                                | Przemysław Wacha                     | 17          | 15 |         |  |  |
| 2 |                                | Mads Conrad-Petersen Jonas Rasmussen | 21          | 21 |         |  |  |
| 2 |                                | Łukasz Moreń Wojciech Szkudlarczyk   | 14          | 14 |         |  |  |
| 3 |                                | Hans-Kristian Vittinghus             | 21          | 21 |         |  |  |
| 3 |                                | Hubert Pączek                        | 13          | 8  |         |  |  |
| |                                |                                      |             |    |         |  |  |
| 4 |                                | Rasmus Bonde Anders Kristiansen      | non disputé |    |         |  |  |
| 4 | Michał Łogosz Robert Mateusiak |                                      |             |    |         |  |  |
| |                                |                                      |             |    |         |  |  |
| 5 |                                | Viktor Axelsen                       | non         |    |         |  |  |
| 5 |                                | Adrian Dziółko                       | disputé     |    |         |  |  |
| |                                |                                      |             |    |         |  |  |

| | Angleterre                                 | 3                                | -           | 1  | Ukraine |  |  |
| --- | ------------------------------------------ | -------------------------------- | ----------- | -- | ------- |  |  |
| 17 février |                                            |                                  |             |    |         |  |  |
| Résumé du match |                                            |                                  |             |    |         |  |  |
| \| 1 \| \| Rajiv Ouseph \| 21 \| 21 \| \| \| \| \| 1 \| \| Dmytro Zavadsky \| 15 \| 15 \| \| \| \| \| 2 \| \| Carl Baxter \| 23 \| 21 \| \| \| \| \| 2 \| \| Valeriy Atrashchenkov \| 21 \| 12 \| \| \| \| \| 3 \| \| Ben Beckman \| 16 \| 21 \| 13 \| \| \| \| 3 \| \| Vladislav Druzchenko \| 21 \| 19 \| 21 \| \| \| \| \| \| \| \| \| \| \| \| \| 4 \| \| Chris Adcock Andrew Ellis \| 21 \| 21 \| \| \| \| \| 4 \| \| Vitaliy Konov Dmytro Zavadsky \| 11 \| 15 \| \| \| \| \| \| \| \| \| \| \| \| \| \| 5 \| \| Chris Langridge Nathan Robertson \| non disputé \| \| \| \| \| \| 5 \| Valeriy Atrashchenkov Vladislav Druzchenko \| \| \| \| \| \| \| \| \| \| \| \| \| \| \| \| |                                            |                                  |             |    |         |  |  |
| 1 |                                            | Rajiv Ouseph                     | 21          | 21 |         |  |  |
| 1 |                                            | Dmytro Zavadsky                  | 15          | 15 |         |  |  |
| 2 |                                            | Carl Baxter                      | 23          | 21 |         |  |  |
| 2 |                                            | Valeriy Atrashchenkov            | 21          | 12 |         |  |  |
| 3 |                                            | Ben Beckman                      | 16          | 21 | 13      |  |  |
| 3 |                                            | Vladislav Druzchenko             | 21          | 19 | 21      |  |  |
| |                                            |                                  |             |    |         |  |  |
| 4 |                                            | Chris Adcock Andrew Ellis        | 21          | 21 |         |  |  |
| 4 |                                            | Vitaliy Konov Dmytro Zavadsky    | 11          | 15 |         |  |  |
| |                                            |                                  |             |    |         |  |  |
| 5 |                                            | Chris Langridge Nathan Robertson | non disputé |    |         |  |  |
| 5 | Valeriy Atrashchenkov Vladislav Druzchenko |                                  |             |    |         |  |  |
| |                                            |                                  |             |    |         |  |  |

| | France | 1                                  | -       | 3  | Russie |  |  |
| --- | ------ | ---------------------------------- | ------- | -- | ------ |  |  |
| 17 février |        |                                    |         |    |        |  |  |
| Résumé du match |        |                                    |         |    |        |  |  |
| \| 1 \| \| Brice Leverdez \| 16 \| 17 \| \| \| \| \| 1 \| \| Vladimir Ivanov \| 21 \| 21 \| \| \| \| \| 2 \| \| Baptiste Carême Sylvain Grosjean \| 13 \| 16 \| \| \| \| \| 2 \| \| Vitalij Durkin Alexandr Nikolaenko \| 21 \| 21 \| \| \| \| \| 3 \| \| Matthieu Lo Ying Ping \| 21 \| 22 \| \| \| \| \| 3 \| \| Ivan Sozonov \| 19 \| 20 \| \| \| \| \| \| \| \| \| \| \| \| \| \| 4 \| \| Mathias Quéré Ronan Labar \| 21 \| 22 \| 14 \| \| \| \| 4 \| \| Evgeny Dremin Sergey Lunev \| 23 \| 20 \| 21 \| \| \| \| \| \| \| \| \| \| \| \| \| 5 \| \| Thomas Rouxel \| non \| \| \| \| \| \| 5 \| \| Stanislav Pukhov \| disputé \| \| \| \| \| \| \| \| \| \| \| \| \| \| |        |                                    |         |    |        |  |  |
| 1 |        | Brice Leverdez                     | 16      | 17 |        |  |  |
| 1 |        | Vladimir Ivanov                    | 21      | 21 |        |  |  |
| 2 |        | Baptiste Carême Sylvain Grosjean   | 13      | 16 |        |  |  |
| 2 |        | Vitalij Durkin Alexandr Nikolaenko | 21      | 21 |        |  |  |
| 3 |        | Matthieu Lo Ying Ping              | 21      | 22 |        |  |  |
| 3 |        | Ivan Sozonov                       | 19      | 20 |        |  |  |
| |        |                                    |         |    |        |  |  |
| 4 |        | Mathias Quéré Ronan Labar          | 21      | 22 | 14     |  |  |
| 4 |        | Evgeny Dremin Sergey Lunev         | 23      | 20 | 21     |  |  |
| |        |                                    |         |    |        |  |  |
| 5 |        | Thomas Rouxel                      | non     |    |        |  |  |
| 5 |        | Stanislav Pukhov                   | disputé |    |        |  |  |
| |        |                                    |         |    |        |  |  |

| | Pays-Bas | 2                                   | -  | 3  | Allemagne |  |  |
| --- | -------- | ----------------------------------- | -- | -- | --------- |  |  |
| 17 février |          |                                     |    |    |           |  |  |
| Résumé du match |          |                                     |    |    |           |  |  |
| \| 1 \| \| Eric Pang \| 17 \| 21 \| 13 \| \| \| \| 1 \| \| Marc Zwiebler \| 21 \| 19 \| 21 \| \| \| \| 2 \| \| Jorrit de Ruiter Dave Khodabux \| 16 \| 9 \| \| \| \| \| 2 \| \| Ingo Kindervater Johannes Schöttler \| 21 \| 21 \| \| \| \| \| 3 \| \| Dicky Palyama \| 21 \| 21 \| \| \| \| \| 3 \| \| Dieter Domke \| 17 \| 17 \| \| \| \| \| \| \| \| \| \| \| \| \| \| 4 \| \| Jacco Arends Jelle Maas \| 19 \| 21 \| 21 \| \| \| \| 4 \| \| Michael Fuchs Oliver Roth \| 21 \| 13 \| 16 \| \| \| \| \| \| \| \| \| \| \| \| \| 5 \| \| Nick Fransman \| 15 \| 14 \| \| \| \| \| 5 \| \| Marcel Reuter \| 21 \| 21 \| \| \| \| \| \| \| \| \| \| \| \| \| |          |                                     |    |    |           |  |  |
| 1 |          | Eric Pang                           | 17 | 21 | 13        |  |  |
| 1 |          | Marc Zwiebler                       | 21 | 19 | 21        |  |  |
| 2 |          | Jorrit de Ruiter Dave Khodabux      | 16 | 9  |           |  |  |
| 2 |          | Ingo Kindervater Johannes Schöttler | 21 | 21 |           |  |  |
| 3 |          | Dicky Palyama                       | 21 | 21 |           |  |  |
| 3 |          | Dieter Domke                        | 17 | 17 |           |  |  |
| |          |                                     |    |    |           |  |  |
| 4 |          | Jacco Arends Jelle Maas             | 19 | 21 | 21        |  |  |
| 4 |          | Michael Fuchs Oliver Roth           | 21 | 13 | 16        |  |  |
| |          |                                     |    |    |           |  |  |
| 5 |          | Nick Fransman                       | 15 | 14 |           |  |  |
| 5 |          | Marcel Reuter                       | 21 | 21 |           |  |  |
| |          |                                     |    |    |           |  |  |

#### Demi-finales
| | Danemark                         | 3                                    | -           | 0   | Angleterre |  |  |
| --- | -------------------------------- | ------------------------------------ | ----------- | --- | ---------- |  |  |
| 18 février |                                  |                                      |             |     |            |  |  |
| Résumé du match |                                  |                                      |             |     |            |  |  |
| \| 1 \| \| Jan Ø. Jørgensen \| 21 \| \| \| \| \| \| 1 \| \| Rajiv Ouseph \| 19 \| ab. \| \| \| \| \| 2 \| \| Mathias Boe Carsten Mogensen \| 21 \| 21 \| \| \| \| \| 2 \| \| Chris Adcock Andrew Ellis \| 13 \| 13 \| \| \| \| \| 3 \| \| Hans-Kristian Vittinghus \| 13 \| 21 \| 21 \| \| \| \| 3 \| \| Carl Baxter \| 21 \| 18 \| 18 \| \| \| \| \| \| \| \| \| \| \| \| \| 4 \| \| Mads Conrad-Petersen Jonas Rasmussen \| non disputé \| \| \| \| \| \| 4 \| Chris Langridge Nathan Robertson \| \| \| \| \| \| \| \| \| \| \| \| \| \| \| \| \| 5 \| \| Viktor Axelsen \| non \| \| \| \| \| \| 5 \| \| Ben Beckman \| disputé \| \| \| \| \| \| \| \| \| \| \| \| \| \| |                                  |                                      |             |     |            |  |  |
| 1 |                                  | Jan Ø. Jørgensen                     | 21          |     |            |  |  |
| 1 |                                  | Rajiv Ouseph                         | 19          | ab. |            |  |  |
| 2 |                                  | Mathias Boe Carsten Mogensen         | 21          | 21  |            |  |  |
| 2 |                                  | Chris Adcock Andrew Ellis            | 13          | 13  |            |  |  |
| 3 |                                  | Hans-Kristian Vittinghus             | 13          | 21  | 21         |  |  |
| 3 |                                  | Carl Baxter                          | 21          | 18  | 18         |  |  |
| |                                  |                                      |             |     |            |  |  |
| 4 |                                  | Mads Conrad-Petersen Jonas Rasmussen | non disputé |     |            |  |  |
| 4 | Chris Langridge Nathan Robertson |                                      |             |     |            |  |  |
| |                                  |                                      |             |     |            |  |  |
| 5 |                                  | Viktor Axelsen                       | non         |     |            |  |  |
| 5 |                                  | Ben Beckman                          | disputé     |     |            |  |  |
| |                                  |                                      |             |     |            |  |  |

| | Russie | 1                                   | -       | 3  | Allemagne |  |  |
| --- | ------ | ----------------------------------- | ------- | -- | --------- |  |  |
| 18 février |        |                                     |         |    |           |  |  |
| Résumé du match |        |                                     |         |    |           |  |  |
| \| 1 \| \| Ivan Sozonov \| 12 \| 20 \| \| \| \| \| 1 \| \| Marc Zwiebler \| 21 \| 22 \| \| \| \| \| 2 \| \| Vitalij Durkin Alexandr Nikolaenko \| 21 \| 21 \| \| \| \| \| 2 \| \| Michael Fuchs Oliver Roth \| 16 \| 16 \| \| \| \| \| 3 \| \| Vladimir Malkov \| 7 \| 15 \| \| \| \| \| 3 \| \| Dieter Domke \| 21 \| 21 \| \| \| \| \| \| \| \| \| \| \| \| \| \| 4 \| \| Ivan Sozonov Vladimir Ivanov \| 23 \| 15 \| 11 \| \| \| \| 4 \| \| Ingo Kindervater Johannes Schöttler \| 21 \| 21 \| 21 \| \| \| \| \| \| \| \| \| \| \| \| \| 5 \| \| Stanislav Pukhov \| non \| \| \| \| \| \| 5 \| \| Marcel Reuter \| disputé \| \| \| \| \| \| \| \| \| \| \| \| \| \| |        |                                     |         |    |           |  |  |
| 1 |        | Ivan Sozonov                        | 12      | 20 |           |  |  |
| 1 |        | Marc Zwiebler                       | 21      | 22 |           |  |  |
| 2 |        | Vitalij Durkin Alexandr Nikolaenko  | 21      | 21 |           |  |  |
| 2 |        | Michael Fuchs Oliver Roth           | 16      | 16 |           |  |  |
| 3 |        | Vladimir Malkov                     | 7       | 15 |           |  |  |
| 3 |        | Dieter Domke                        | 21      | 21 |           |  |  |
| |        |                                     |         |    |           |  |  |
| 4 |        | Ivan Sozonov Vladimir Ivanov        | 23      | 15 | 11        |  |  |
| 4 |        | Ingo Kindervater Johannes Schöttler | 21      | 21 | 21        |  |  |
| |        |                                     |         |    |           |  |  |
| 5 |        | Stanislav Pukhov                    | non     |    |           |  |  |
| 5 |        | Marcel Reuter                       | disputé |    |           |  |  |
| |        |                                     |         |    |           |  |  |

#### Match pour la troisième place
| | Angleterre                   | 3                                  | -           | 0  | Russie |  |  |
| --- | ---------------------------- | ---------------------------------- | ----------- | -- | ------ |  |  |
| 19 février |                              |                                    |             |    |        |  |  |
| Résumé du match |                              |                                    |             |    |        |  |  |
| \| 1 \| \| Rajiv Ouseph \| 7 \| 21 \| 21 \| \| \| \| 1 \| \| Vladimir Ivanov \| 21 \| 13 \| 19 \| \| \| \| 2 \| \| Carl Baxter \| 21 \| 21 \| \| \| \| \| 2 \| \| Ivan Sozonov \| 17 \| 19 \| \| \| \| \| 3 \| \| Chris Langridge Nathan Robertson \| 19 \| 21 \| 21 \| \| \| \| 3 \| \| Vitalij Durkin Alexandr Nikolaenko \| 21 \| 14 \| 10 \| \| \| \| \| \| \| \| \| \| \| \| \| 4 \| \| Ben Beckman \| non \| \| \| \| \| \| 4 \| \| Stanislav Pukhov \| disputé \| \| \| \| \| \| \| \| \| \| \| \| \| \| \| 5 \| \| Chris Adcock Andrew Ellis \| non disputé \| \| \| \| \| \| 5 \| Vladimir Ivanov Ivan Sozonov \| \| \| \| \| \| \| \| \| \| \| \| \| \| \| \| |                              |                                    |             |    |        |  |  |
| 1 |                              | Rajiv Ouseph                       | 7           | 21 | 21     |  |  |
| 1 |                              | Vladimir Ivanov                    | 21          | 13 | 19     |  |  |
| 2 |                              | Carl Baxter                        | 21          | 21 |        |  |  |
| 2 |                              | Ivan Sozonov                       | 17          | 19 |        |  |  |
| 3 |                              | Chris Langridge Nathan Robertson   | 19          | 21 | 21     |  |  |
| 3 |                              | Vitalij Durkin Alexandr Nikolaenko | 21          | 14 | 10     |  |  |
| |                              |                                    |             |    |        |  |  |
| 4 |                              | Ben Beckman                        | non         |    |        |  |  |
| 4 |                              | Stanislav Pukhov                   | disputé     |    |        |  |  |
| |                              |                                    |             |    |        |  |  |
| 5 |                              | Chris Adcock Andrew Ellis          | non disputé |    |        |  |  |
| 5 | Vladimir Ivanov Ivan Sozonov |                                    |             |    |        |  |  |
| |                              |                                    |             |    |        |  |  |

#### Finale
| | Danemark                  | 3                                    | -           | 0  | Allemagne |  |  |
| --- | ------------------------- | ------------------------------------ | ----------- | -- | --------- |  |  |
| 19 février |                           |                                      |             |    |           |  |  |
| Résumé du match |                           |                                      |             |    |           |  |  |
| \| 1 \| \| Jan Ø. Jørgensen \| 21 \| 21 \| \| \| \| \| 1 \| \| Marc Zwiebler \| 11 \| 14 \| \| \| \| \| 2 \| \| Mathias Boe Carsten Mogensen \| 19 \| 21 \| 21 \| \| \| \| 2 \| \| Ingo Kindervater Johannes Schöttler \| 21 \| 11 \| 18 \| \| \| \| 3 \| \| Hans-Kristian Vittinghus \| 21 \| 21 \| \| \| \| \| 3 \| \| Dieter Domke \| 19 \| 15 \| \| \| \| \| \| \| \| \| \| \| \| \| \| 4 \| \| Mads Conrad-Petersen Jonas Rasmussen \| non disputé \| \| \| \| \| \| 4 \| Michael Fuchs Oliver Roth \| \| \| \| \| \| \| \| \| \| \| \| \| \| \| \| \| 5 \| \| Viktor Axelsen \| non \| \| \| \| \| \| 5 \| \| Marcel Reuter \| disputé \| \| \| \| \| \| \| \| \| \| \| \| \| \| |                           |                                      |             |    |           |  |  |
| 1 |                           | Jan Ø. Jørgensen                     | 21          | 21 |           |  |  |
| 1 |                           | Marc Zwiebler                        | 11          | 14 |           |  |  |
| 2 |                           | Mathias Boe Carsten Mogensen         | 19          | 21 | 21        |  |  |
| 2 |                           | Ingo Kindervater Johannes Schöttler  | 21          | 11 | 18        |  |  |
| 3 |                           | Hans-Kristian Vittinghus             | 21          | 21 |           |  |  |
| 3 |                           | Dieter Domke                         | 19          | 15 |           |  |  |
| |                           |                                      |             |    |           |  |  |
| 4 |                           | Mads Conrad-Petersen Jonas Rasmussen | non disputé |    |           |  |  |
| 4 | Michael Fuchs Oliver Roth |                                      |             |    |           |  |  |
| |                           |                                      |             |    |           |  |  |
| 5 |                           | Viktor Axelsen                       | non         |    |           |  |  |
| 5 |                           | Marcel Reuter                        | disputé     |    |           |  |  |
| |                           |                                      |             |    |           |  |  |

## Compétition féminine

### Phase de groupe
- Le premier de chaque groupe est qualifié pour les quarts de finale.

|   | Équipe   | Points | J | V | D | MP | MC | +/- |
| - | -------- | ------ | - | - | - | -- | -- | --- |
| 1 | Danemark | 2      | 2 | 2 | 0 | 7  | 2  | +5  |
| 2 | Espagne  | 1      | 2 | 1 | 1 | 4  | 5  | -1  |
| 3 | Pologne  | 0      | 2 | 0 | 2 | 3  | 7  | -4  |

| 14 février | Pologne | 2 | 3 | Espagne |
| 15 février | Danemak | 4 | 1 | Pologne |
| 16 février | Danemak | 3 | 2 | Espagne |

|   | Équipe      | Points | J | V | D | MP | MC | +/- |
| - | ----------- | ------ | - | - | - | -- | -- | --- |
| 1 | Allemagne   | 2      | 2 | 2 | 0 | 9  | 1  | +8  |
| 2 | Biélorussie | 1      | 2 | 1 | 1 | 4  | 6  | -2  |
| 3 | Chypre      | 0      | 2 | 0 | 2 | 2  | 8  | -6  |

| 14 février | Chypre    | 2 | 3 | Biélorussie |
| 15 février | Allemagne | 5 | 0 | Chypre      |
| 16 février | Allemagne | 4 | 1 | Biélorussie |

|   | Équipe   | Points | J | V | D | MP | MC | +/- |
| - | -------- | ------ | - | - | - | -- | -- | --- |
| 1 | Pays-Bas | 2      | 2 | 2 | 0 | 10 | 0  | +10 |
| 2 | Suède    | 1      | 2 | 1 | 1 | 3  | 7  | -4  |
| 3 | Hongrie  | 0      | 2 | 0 | 2 | 2  | 8  | -6  |

| 14 février | Hongrie  | 2 | 3 | Suède   |
| 15 février | Pays-Bas | 5 | 0 | Hongrie |
| 16 février | Pays-Bas | 5 | 0 | Suède   |

|   | Équipe    | Points | J | V | D | MP | MC | +/- |
| - | --------- | ------ | - | - | - | -- | -- | --- |
| 1 | Russie    | 3      | 3 | 3 | 0 | 14 | 1  | +13 |
| 2 | Slovénie  | 2      | 3 | 2 | 1 | 8  | 7  | +1  |
| 3 | Irlande   | 1      | 3 | 1 | 2 | 6  | 9  | -3  |
| 4 | Slovaquie | 0      | 3 | 0 | 3 | 2  | 13 | -11 |

| 14 février | Irlande   | 2 | 3 | Slovénie  |
| 14 février | Russie    | 5 | 0 | Slovaquie |
| 15 février | Slovaquie | 0 | 5 | Slovénie  |
| 15 février | Russie    | 4 | 1 | Irlande   |
| 16 février | Russie    | 5 | 0 | Slovénie  |
| 16 février | Slovaquie | 2 | 3 | Irlande   |

|   | Équipe   | Points | J | V | D | MP | MC | +/- |
| - | -------- | ------ | - | - | - | -- | -- | --- |
| 1 | Bulgarie | 3      | 3 | 3 | 0 | 15 | 0  | +15 |
| 2 | Finlande | 2      | 3 | 2 | 1 | 7  | 8  | -1  |
| 3 | Estonie  | 1      | 3 | 1 | 2 | 5  | 10 | -5  |
| 4 | Portugal | 0      | 3 | 0 | 3 | 3  | 12 | -9  |

| 14 février | Bulgarie | 5 | 0 | Portugal |
| 14 février | Estonie  | 1 | 4 | Finlande |
| 15 février | Portugal | 2 | 3 | Finlande |
| 15 février | Bulgarie | 5 | 0 | Estonie  |
| 16 février | Bulgarie | 5 | 0 | Finlande |
| 16 février | Portugal | 1 | 4 | Estonie  |

|   | Équipe     | Points | J | V | D | MP | MC | +/- |
| - | ---------- | ------ | - | - | - | -- | -- | --- |
| 1 | Suisse     | 3      | 3 | 3 | 0 | 10 | 5  | +5  |
| 2 | Angleterre | 2      | 3 | 2 | 1 | 9  | 6  | +3  |
| 3 | Écosse     | 1      | 3 | 1 | 2 | 8  | 7  | +1  |
| 4 | Italie     | 0      | 3 | 0 | 3 | 3  | 12 | -9  |

| 14 février | Angleterre | 3 | 2 | Écosse |
| 14 février | Italie     | 1 | 4 | Suisse |
| 15 février | Écosse     | 2 | 3 | Suisse |
| 15 février | Angleterre | 4 | 1 | Italie |
| 16 février | Angleterre | 2 | 3 | Suisse |
| 16 février | Écosse     | 4 | 1 | Italie |

|   | Équipe         | Points | J | V | D | MP | MC | +/- |
| - | -------------- | ------ | - | - | - | -- | -- | --- |
| 1 | France         | 3      | 3 | 3 | 0 | 12 | 3  | +9  |
| 2 | Belgique       | 2      | 3 | 2 | 1 | 8  | 7  | +1  |
| 3 | Pays de Galles | 1      | 3 | 1 | 2 | 5  | 10 | -5  |
| 4 | Islande        | 0      | 3 | 0 | 3 | 5  | 10 | -5  |

| 14 février | Islande        | 2 | 3 | Belgique       |
| 14 février | France         | 4 | 1 | Pays de Galles |
| 15 février | Pays de Galles | 1 | 4 | Belgique       |
| 15 février | France         | 4 | 1 | Islande        |
| 16 février | France         | 4 | 1 | Belgique       |
| 16 février | Pays de Galles | 3 | 2 | Islande        |

|   | Équipe   | Points | J | V | D | MP | MC | +/- |
| - | -------- | ------ | - | - | - | -- | -- | --- |
| 1 | Ukraine  | 3      | 3 | 3 | 0 | 15 | 0  | +15 |
| 2 | Tchéquie | 2      | 3 | 2 | 1 | 8  | 7  | +1  |
| 3 | Lituanie | 1      | 3 | 1 | 2 | 5  | 10 | -5  |
| 4 | Croatie  | 0      | 3 | 0 | 3 | 2  | 13 | -11 |

| 14 février | Ukraine  | 5 | 0 | Croatie  |
| 14 février | Lituanie | 2 | 3 | Tchéquie |
| 15 février | Croatie  | 0 | 5 | Tchéquie |
| 15 février | Ukraine  | 5 | 0 | Lituanie |
| 16 février | Ukraine  | 5 | 0 | Tchéquie |
| 16 février | Croatie  | 2 | 3 | Lituanie |

### Phase à élimination directe
|  | Quarts de finale | Quarts de finale |          |        | Demi-finales           | Demi-finales |  |  | Finale   | Finale |
|  | Quarts de finale | Quarts de finale |          |        | Demi-finales           | Demi-finales |  |  | Finale   | Finale |
|  |                  |                  |          |        |                        |              |  |  |          |        |
|  |                  |                  |          |        |                        |              |  |  |          |        |
|  |                  |                  |          |        |                        |              |  |  |          |        |
|  | Danemark         | 3                |          |        |                        |              |  |  |          |        |
|  | Danemark         | 3                |          |        |                        |              |  |  |          |        |
|  | Ukraine          | 2                |          |        |                        |              |  |  |          |        |
|  | Ukraine          | 2                | Danemark | 3      |                        |              |  |  |          |        |
|  |                  |                  | Danemark | 3      |                        |              |  |  |          |        |
|  |                  | Russie           | 0        |        |                        |              |  |  |          |        |
|  | Russie           | Russie           | 0        | 3      |                        |              |  |  |          |        |
|  | Russie           |                  |          | 3      |                        |              |  |  |          |        |
|  | Bulgarie         | 1                |          |        |                        |              |  |  |          |        |
|  | Bulgarie         | 1                | Danemark | 1      |                        |              |  |  |          |        |
|  |                  |                  | Danemark | 1      |                        |              |  |  |          |        |
|  |                  | Allemagne        | 3        |        |                        |              |  |  |          |        |
|  | Suisse           | Allemagne        | 3        | 2      |                        |              |  |  |          |        |
|  | Suisse           |                  |          | 2      |                        |              |  |  |          |        |
|  | Pays-Bas         | 3                |          |        |                        |              |  |  |          |        |
|  | Pays-Bas         | 3                | Pays-Bas | 1      |                        |              |  |  |          |        |
|  |                  |                  | Pays-Bas | 1      | Match pour la 3e place |              |  |  |          |        |
|  |                  | Allemagne        | 3        |        |                        |              |  |  |          |        |
|  | France           | Allemagne        | 3        | 0      |                        |              |  |  |          |        |
|  | France           |                  |          | 0      |                        |              |  |  |          |        |
|  | Allemagne        | 3                |          | Russie | 1                      |              |  |  |          |        |
|  | Allemagne        | 3                |          | Russie | 1                      |              |  |  |          |        |
|  |                  |                  |          |        |                        |              |  |  | Pays-Bas | 3      |
|  |                  |                  |          |        |                        |              |  |  | Pays-Bas | 3      |

#### Quarts de finale
| | Danemark | 3                                       | -  | 2  | Ukraine |  |  |
| --- | -------- | --------------------------------------- | -- | -- | ------- |  |  |
| 17 février |          |                                         |    |    |         |  |  |
| Résumé du match |          |                                         |    |    |         |  |  |
| \| 1 \| \| Karina Jørgensen \| 13 \| 18 \| \| \| \| \| 1 \| \| Larisa Griga \| 21 \| 21 \| \| \| \| \| 2 \| \| Camilla Sørensen \| 21 \| 21 \| \| \| \| \| 2 \| \| Marija Ulitina \| 16 \| 19 \| \| \| \| \| 3 \| \| Line Kjærsfeldt \| 18 \| 19 \| \| \| \| \| 3 \| \| Natalya Voytsekh \| 21 \| 21 \| \| \| \| \| \| \| \| \| \| \| \| \| \| 4 \| \| Line Damkjær Kruse Marie Røpke \| 21 \| 21 \| \| \| \| \| 4 \| \| Larisa Griga Anna Kobceva \| 15 \| 8 \| \| \| \| \| \| \| \| \| \| \| \| \| \| 5 \| \| Christinna Pedersen Kamilla Rytter Juhl \| 21 \| 21 \| \| \| \| \| 5 \| \| Mariya Ulitina Natalya Voytsekh \| 9 \| 11 \| \| \| \| \| \| \| \| \| \| \| \| \| |          |                                         |    |    |         |  |  |
| 1 |          | Karina Jørgensen                        | 13 | 18 |         |  |  |
| 1 |          | Larisa Griga                            | 21 | 21 |         |  |  |
| 2 |          | Camilla Sørensen                        | 21 | 21 |         |  |  |
| 2 |          | Marija Ulitina                          | 16 | 19 |         |  |  |
| 3 |          | Line Kjærsfeldt                         | 18 | 19 |         |  |  |
| 3 |          | Natalya Voytsekh                        | 21 | 21 |         |  |  |
| |          |                                         |    |    |         |  |  |
| 4 |          | Line Damkjær Kruse Marie Røpke          | 21 | 21 |         |  |  |
| 4 |          | Larisa Griga Anna Kobceva               | 15 | 8  |         |  |  |
| |          |                                         |    |    |         |  |  |
| 5 |          | Christinna Pedersen Kamilla Rytter Juhl | 21 | 21 |         |  |  |
| 5 |          | Mariya Ulitina Natalya Voytsekh         | 9  | 11 |         |  |  |
| |          |                                         |    |    |         |  |  |

| | Russie | 3                                     | -       | 1  | Bulgarie |  |  |
| --- | ------ | ------------------------------------- | ------- | -- | -------- |  |  |
| 17 février |        |                                       |         |    |          |  |  |
| Résumé du match |        |                                       |         |    |          |  |  |
| \| 1 \| \| Anastasia Prokopenko \| 17 \| 21 \| \| \| \| \| 1 \| \| Petya Nedelcheva \| 21 \| 23 \| \| \| \| \| 2 \| \| Anastasia Chervyakova Nina Vislova \| 21 \| 18 \| 21 \| \| \| \| 2 \| \| Dimitria Popstoikova Gabriela Stoeva \| 11 \| 21 \| 9 \| \| \| \| 3 \| \| Tatjana Bibik \| 19 \| 21 \| 21 \| \| \| \| 3 \| \| Linda Zechiri \| 21 \| 16 \| 12 \| \| \| \| \| \| \| \| \| \| \| \| \| 4 \| \| Anastasia Prokopenko Valeria Sorokina \| 21 \| 21 \| \| \| \| \| 4 \| \| Diana Dimova Petya Nedelcheva \| 17 \| 16 \| \| \| \| \| \| \| \| \| \| \| \| \| \| 5 \| \| Romina Gabdullina \| non \| \| \| \| \| \| 5 \| \| Stefani Stoeva \| disputé \| \| \| \| \| \| \| \| \| \| \| \| \| \| |        |                                       |         |    |          |  |  |
| 1 |        | Anastasia Prokopenko                  | 17      | 21 |          |  |  |
| 1 |        | Petya Nedelcheva                      | 21      | 23 |          |  |  |
| 2 |        | Anastasia Chervyakova Nina Vislova    | 21      | 18 | 21       |  |  |
| 2 |        | Dimitria Popstoikova Gabriela Stoeva  | 11      | 21 | 9        |  |  |
| 3 |        | Tatjana Bibik                         | 19      | 21 | 21       |  |  |
| 3 |        | Linda Zechiri                         | 21      | 16 | 12       |  |  |
| |        |                                       |         |    |          |  |  |
| 4 |        | Anastasia Prokopenko Valeria Sorokina | 21      | 21 |          |  |  |
| 4 |        | Diana Dimova Petya Nedelcheva         | 17      | 16 |          |  |  |
| |        |                                       |         |    |          |  |  |
| 5 |        | Romina Gabdullina                     | non     |    |          |  |  |
| 5 |        | Stefani Stoeva                        | disputé |    |          |  |  |
| |        |                                       |         |    |          |  |  |

| | Suisse | 2                                      | -  | 3  | Pays-Bas |  |  |
| --- | ------ | -------------------------------------- | -- | -- | -------- |  |  |
| 17 février |        |                                        |    |    |          |  |  |
| Résumé du match |        |                                        |    |    |          |  |  |
| \| 1 \| \| Jeanine Cicognini \| 19 \| 15 \| \| \| \| \| 1 \| \| Judith Meulendijks \| 21 \| 21 \| \| \| \| \| 2 \| \| Sabrina Jaquet \| 21 \| 21 \| \| \| \| \| 2 \| \| Patty Stolzenbach \| 10 \| 9 \| \| \| \| \| 3 \| \| Nicole Schaller \| 21 \| 21 \| \| \| \| \| 3 \| \| Soraya de Visch Eijbergen \| 10 \| 9 \| \| \| \| \| \| \| \| \| \| \| \| \| \| 4 \| \| Jeanine Cicognini Sabrina Jaquet \| 23 \| 21 \| 20 \| \| \| \| 4 \| \| Selena Piek Iris Tabeling \| 25 \| 16 \| 22 \| \| \| \| \| \| \| \| \| \| \| \| \| 5 \| \| Marion Gruber Nicole Schaller \| 11 \| 12 \| \| \| \| \| 5 \| \| Lotte Jonathans Paulien van Dooremalen \| 21 \| 21 \| \| \| \| \| \| \| \| \| \| \| \| \| |        |                                        |    |    |          |  |  |
| 1 |        | Jeanine Cicognini                      | 19 | 15 |          |  |  |
| 1 |        | Judith Meulendijks                     | 21 | 21 |          |  |  |
| 2 |        | Sabrina Jaquet                         | 21 | 21 |          |  |  |
| 2 |        | Patty Stolzenbach                      | 10 | 9  |          |  |  |
| 3 |        | Nicole Schaller                        | 21 | 21 |          |  |  |
| 3 |        | Soraya de Visch Eijbergen              | 10 | 9  |          |  |  |
| |        |                                        |    |    |          |  |  |
| 4 |        | Jeanine Cicognini Sabrina Jaquet       | 23 | 21 | 20       |  |  |
| 4 |        | Selena Piek Iris Tabeling              | 25 | 16 | 22       |  |  |
| |        |                                        |    |    |          |  |  |
| 5 |        | Marion Gruber Nicole Schaller          | 11 | 12 |          |  |  |
| 5 |        | Lotte Jonathans Paulien van Dooremalen | 21 | 21 |          |  |  |
| |        |                                        |    |    |          |  |  |

| | France                          | 0                               | -           | 3  | Allemagne |  |  |
| --- | ------------------------------- | ------------------------------- | ----------- | -- | --------- |  |  |
| 17 février |                                 |                                 |             |    |           |  |  |
| Résumé du match |                                 |                                 |             |    |           |  |  |
| \| 1 \| \| Hongyan Pi \| 14 \| 15 \| \| \| \| \| 1 \| \| Juliane Schenk \| 21 \| 21 \| \| \| \| \| 2 \| \| Audrey Fontaine Émilie Lefel \| 9 \| 10 \| \| \| \| \| 2 \| \| Sandra Marinello Birgit Michels \| 21 \| 21 \| \| \| \| \| 3 \| \| Perrine Lebuhanic \| 8 \| 17 \| \| \| \| \| 3 \| \| Birgit Michels \| 21 \| 21 \| \| \| \| \| \| \| \| \| \| \| \| \| \| 4 \| \| Lorraine Baumann Léa Palermo \| non disputé \| \| \| \| \| \| 4 \| Johanna Goliszewski Carla Nelte \| \| \| \| \| \| \| \| \| \| \| \| \| \| \| \| \| 5 \| \| Delphine Lansac \| non \| \| \| \| \| \| 5 \| \| Karin Schnaase \| disputé \| \| \| \| \| \| \| \| \| \| \| \| \| \| |                                 |                                 |             |    |           |  |  |
| 1 |                                 | Hongyan Pi                      | 14          | 15 |           |  |  |
| 1 |                                 | Juliane Schenk                  | 21          | 21 |           |  |  |
| 2 |                                 | Audrey Fontaine Émilie Lefel    | 9           | 10 |           |  |  |
| 2 |                                 | Sandra Marinello Birgit Michels | 21          | 21 |           |  |  |
| 3 |                                 | Perrine Lebuhanic               | 8           | 17 |           |  |  |
| 3 |                                 | Birgit Michels                  | 21          | 21 |           |  |  |
| |                                 |                                 |             |    |           |  |  |
| 4 |                                 | Lorraine Baumann Léa Palermo    | non disputé |    |           |  |  |
| 4 | Johanna Goliszewski Carla Nelte |                                 |             |    |           |  |  |
| |                                 |                                 |             |    |           |  |  |
| 5 |                                 | Delphine Lansac                 | non         |    |           |  |  |
| 5 |                                 | Karin Schnaase                  | disputé     |    |           |  |  |
| |                                 |                                 |             |    |           |  |  |

#### Demi-finales
| | Danemark                              | 3                                       | -           | 0  | Russie |  |  |
| --- | ------------------------------------- | --------------------------------------- | ----------- | -- | ------ |  |  |
| 18 février |                                       |                                         |             |    |        |  |  |
| Résumé du match |                                       |                                         |             |    |        |  |  |
| \| 1 \| \| Tine Baun \| 21 \| 21 \| \| \| \| \| 1 \| \| Anastasia Prokopenko \| 9 \| 12 \| \| \| \| \| 2 \| \| Christinna Pedersen Kamilla Rytter Juhl \| 21 \| 21 \| \| \| \| \| 2 \| \| Anastasia Chervyakova Nina Vislova \| 15 \| 16 \| \| \| \| \| 3 \| \| Karina Jørgensen \| 24 \| 16 \| 21 \| \| \| \| 3 \| \| Tatjana Bibik \| 22 \| 21 \| 16 \| \| \| \| \| \| \| \| \| \| \| \| \| 4 \| \| Line Damkjær Kruse Marie Røpke \| non disputé \| \| \| \| \| \| 4 \| Anastasia Prokopenko Valeria Sorokina \| \| \| \| \| \| \| \| \| \| \| \| \| \| \| \| \| 5 \| \| Camilla Sørensen \| non \| \| \| \| \| \| 5 \| \| Romina Gabdullina \| disputé \| \| \| \| \| \| \| \| \| \| \| \| \| \| |                                       |                                         |             |    |        |  |  |
| 1 |                                       | Tine Baun                               | 21          | 21 |        |  |  |
| 1 |                                       | Anastasia Prokopenko                    | 9           | 12 |        |  |  |
| 2 |                                       | Christinna Pedersen Kamilla Rytter Juhl | 21          | 21 |        |  |  |
| 2 |                                       | Anastasia Chervyakova Nina Vislova      | 15          | 16 |        |  |  |
| 3 |                                       | Karina Jørgensen                        | 24          | 16 | 21     |  |  |
| 3 |                                       | Tatjana Bibik                           | 22          | 21 | 16     |  |  |
| |                                       |                                         |             |    |        |  |  |
| 4 |                                       | Line Damkjær Kruse Marie Røpke          | non disputé |    |        |  |  |
| 4 | Anastasia Prokopenko Valeria Sorokina |                                         |             |    |        |  |  |
| |                                       |                                         |             |    |        |  |  |
| 5 |                                       | Camilla Sørensen                        | non         |    |        |  |  |
| 5 |                                       | Romina Gabdullina                       | disputé     |    |        |  |  |
| |                                       |                                         |             |    |        |  |  |

| | Pays-Bas | 1                                      | -       | 3  | Allemagne |  |  |
| --- | -------- | -------------------------------------- | ------- | -- | --------- |  |  |
| 18 février |          |                                        |         |    |           |  |  |
| Résumé du match |          |                                        |         |    |           |  |  |
| \| 1 \| \| Judith Meulendijks \| 21 \| 21 \| \| \| \| \| 1 \| \| Juliane Schenk \| 17 \| 19 \| \| \| \| \| 2 \| \| Lotte Jonathans Paulien van Dooremalen \| 19 \| 18 \| \| \| \| \| 2 \| \| Sandra Marinello Birgit Michels \| 21 \| 21 \| \| \| \| \| 3 \| \| Patty Stolzenbach \| 14 \| 6 \| \| \| \| \| 3 \| \| Olga Konon \| 21 \| 21 \| \| \| \| \| \| \| \| \| \| \| \| \| \| 4 \| \| Selena Piek Ilse Vaessen \| 17 \| 13 \| \| \| \| \| 4 \| \| Johanna Goliszewski Juliane Schenk \| 21 \| 21 \| \| \| \| \| \| \| \| \| \| \| \| \| \| 5 \| \| Soraya de Visch Eijbergen \| non \| \| \| \| \| \| 5 \| \| Karin Schnaase \| disputé \| \| \| \| \| \| \| \| \| \| \| \| \| \| |          |                                        |         |    |           |  |  |
| 1 |          | Judith Meulendijks                     | 21      | 21 |           |  |  |
| 1 |          | Juliane Schenk                         | 17      | 19 |           |  |  |
| 2 |          | Lotte Jonathans Paulien van Dooremalen | 19      | 18 |           |  |  |
| 2 |          | Sandra Marinello Birgit Michels        | 21      | 21 |           |  |  |
| 3 |          | Patty Stolzenbach                      | 14      | 6  |           |  |  |
| 3 |          | Olga Konon                             | 21      | 21 |           |  |  |
| |          |                                        |         |    |           |  |  |
| 4 |          | Selena Piek Ilse Vaessen               | 17      | 13 |           |  |  |
| 4 |          | Johanna Goliszewski Juliane Schenk     | 21      | 21 |           |  |  |
| |          |                                        |         |    |           |  |  |
| 5 |          | Soraya de Visch Eijbergen              | non     |    |           |  |  |
| 5 |          | Karin Schnaase                         | disputé |    |           |  |  |
| |          |                                        |         |    |           |  |  |

#### Match pour la troisième place
| | Russie | 1                                          | -       | 3  | Pays-Bas |  |  |
| --- | ------ | ------------------------------------------ | ------- | -- | -------- |  |  |
| 19 février |        |                                            |         |    |          |  |  |
| Résumé du match |        |                                            |         |    |          |  |  |
| \| 1 \| \| Anastasia Prokopenko \| 14 \| 12 \| \| \| \| \| 1 \| \| Judith Meulendijks \| 21 \| 21 \| \| \| \| \| 2 \| \| Valeria Sorokina Nina Vislova \| 21 \| 21 \| \| \| \| \| 2 \| \| Lotte Jonathans Paulien van Dooremalen \| 16 \| 9 \| \| \| \| \| 3 \| \| Tatjana Bibik \| 21 \| 16 \| 19 \| \| \| \| 3 \| \| Patty Stolzenbach \| 15 \| 21 \| 21 \| \| \| \| \| \| \| \| \| \| \| \| \| 4 \| \| Anastasia Chervyakova Anastasia Prokopenko \| 12 \| 21 \| 13 \| \| \| \| 4 \| \| Selena Piek Judith Meulendijks \| 21 \| 16 \| 21 \| \| \| \| \| \| \| \| \| \| \| \| \| 5 \| \| Romina Gabdullina \| non \| \| \| \| \| \| 5 \| \| Soraya de Visch Eijbergen \| disputé \| \| \| \| \| \| \| \| \| \| \| \| \| \| |        |                                            |         |    |          |  |  |
| 1 |        | Anastasia Prokopenko                       | 14      | 12 |          |  |  |
| 1 |        | Judith Meulendijks                         | 21      | 21 |          |  |  |
| 2 |        | Valeria Sorokina Nina Vislova              | 21      | 21 |          |  |  |
| 2 |        | Lotte Jonathans Paulien van Dooremalen     | 16      | 9  |          |  |  |
| 3 |        | Tatjana Bibik                              | 21      | 16 | 19       |  |  |
| 3 |        | Patty Stolzenbach                          | 15      | 21 | 21       |  |  |
| |        |                                            |         |    |          |  |  |
| 4 |        | Anastasia Chervyakova Anastasia Prokopenko | 12      | 21 | 13       |  |  |
| 4 |        | Selena Piek Judith Meulendijks             | 21      | 16 | 21       |  |  |
| |        |                                            |         |    |          |  |  |
| 5 |        | Romina Gabdullina                          | non     |    |          |  |  |
| 5 |        | Soraya de Visch Eijbergen                  | disputé |    |          |  |  |
| |        |                                            |         |    |          |  |  |

#### Finale
| | Danemark                    | 1                                       | -           | 3  | Allemagne |  |  |
| --- | --------------------------- | --------------------------------------- | ----------- | -- | --------- |  |  |
| 19 février |                             |                                         |             |    |           |  |  |
| Résumé du match |                             |                                         |             |    |           |  |  |
| \| 1 \| \| Tine Baun \| 21 \| 21 \| \| \| \| \| 1 \| \| Juliane Schenk \| 12 \| 17 \| \| \| \| \| 2 \| \| Karina Jørgensen \| 13 \| 10 \| \| \| \| \| 2 \| \| Olga Konon \| 21 \| 21 \| \| \| \| \| 3 \| \| Line Damkjær Kruse Marie Røpke \| 21 \| 17 \| 16 \| \| \| \| 3 \| \| Birgit Michels Juliane Schenk \| 9 \| 21 \| 21 \| \| \| \| \| \| \| \| \| \| \| \| \| 4 \| \| Line Kjærsfeldt \| 21 \| 18 \| \| \| \| \| 4 \| \| Karin Schnaase \| 23 \| 21 \| \| \| \| \| \| \| \| \| \| \| \| \| \| 5 \| \| Christinna Pedersen Kamilla Rytter Juhl \| non disputé \| \| \| \| \| \| 5 \| Olga Konon Sandra Marinello \| \| \| \| \| \| \| \| \| \| \| \| \| \| \| \| |                             |                                         |             |    |           |  |  |
| 1 |                             | Tine Baun                               | 21          | 21 |           |  |  |
| 1 |                             | Juliane Schenk                          | 12          | 17 |           |  |  |
| 2 |                             | Karina Jørgensen                        | 13          | 10 |           |  |  |
| 2 |                             | Olga Konon                              | 21          | 21 |           |  |  |
| 3 |                             | Line Damkjær Kruse Marie Røpke          | 21          | 17 | 16        |  |  |
| 3 |                             | Birgit Michels Juliane Schenk           | 9           | 21 | 21        |  |  |
| |                             |                                         |             |    |           |  |  |
| 4 |                             | Line Kjærsfeldt                         | 21          | 18 |           |  |  |
| 4 |                             | Karin Schnaase                          | 23          | 21 |           |  |  |
| |                             |                                         |             |    |           |  |  |
| 5 |                             | Christinna Pedersen Kamilla Rytter Juhl | non disputé |    |           |  |  |
| 5 | Olga Konon Sandra Marinello |                                         |             |    |           |  |  |
| |                             |                                         |             |    |           |  |  |